# Pere Rosselló i Axet
Pere Rosselló i Axet   (Hostafrancs, 1873 - Barcelona, 1956) fou un militar català. Va ingressar a l'arma de cavalleria de l'exèrcit el 1893 i se'n retirà com a comandant el 1926. Va impulsar la creació de l'escoltisme a Barcelona amb la fundació dels Exploradors Barcelonesos preocupat per l'educació física del jovent. El gener del 1913, poc després de la seva fundació, va reunir al Palau de les Belles Arts un miler de nois. És conegut amb el nom de capità Rosselló. Sostingué una gran activitat: conferències, diaris i contactes però el 1914 es retirà, en desacord amb el centralisme latent que els Exploradors d'Espanya imposaven després de l'ingrés el 1913 de la institució barcelonina a l'associació nacional. També va publicar «De pedagogia i educació militar », un tractat sobre educació militar, educació moral, l'escola militar dins de l'escola civil, educació física, i preceptes higiènics de la llar de el soldat. Va ser soci fundador de l'Associació de la Premsa de Badalona, entitat fundada el 24 de setembre de 1933. El 1927 publicà l'obra Injusticias. Económica, social, política.